# Cearanthes fuscoviolacea
Cearanthes fuscoviolacea Ravenna – gatunek roślin z monotypowego rodzaju Cearanthes z rodziny amarylkowatych, występujący endemicznie w stanie Ceará w północno-wschodniej Brazylii.

## Systematyka
Pozycja systematycznaRodzaj z podrodziny amarylkowych Amaryllidoideae z rodziny amarylkowatych Amaryllidaceae.